# Pérégrin
Dans l'Empire romain, les pérégrins sont des étrangers, des hommes libres habitant les provinces conquises par Rome mais ne disposant pas de la citoyenneté romaine, ni du statut juridique des Latins.
Par extension, dans le langage courant, un pérégrin est un étranger, un voyageur qui est dans un pays dont il ne vient pas, un nomade, un pèlerin.

## Statut juridique
Si l'Empire respecte leurs institutions antérieures, les pérégrins ont un statut juridique (civil et pénal) inférieur à celui des citoyens. Ils servent dans les troupes auxiliaires de l'armée, non en tant que légionnaires. Ils payent plus d'impôts que les citoyens, mais n'ont aucun droit politique à Rome.
Les pérégrins peuvent acquérir la citoyenneté romaine pour eux et leur famille en servant l 'armée romaine pendant 25 ans, ou en achetant leur titre.
Ce statut disparaît en 212 quand l'édit de Caracalla donne à tous les hommes libres de l'Empire la citoyenneté romaine.
Les pérégrins (en latin peregrini, pluriel de peregrinus, signifiant simplement à l'origine étranger), ne peuvent épouser une romaine. Ils peuvent cependant épouser une personne de même rang : un autre pérégrin. Dans ce cas-là néanmoins, le mariage n'est pas considéré comme des justes noces, mais comme une forme inférieure d'union, les conditions pour se marier n'étant pas réunies (notamment le fait d'être citoyen romain).

## Droits
Dans l’Empire romain, le pérégrin est un homme libre qui n'a pas la citoyenneté romaine (laquelle confère certains droits). Sauf s’il dispose d’un droit particulier, un pérégrin ne peut pas se marier avec un(e) Romain(e), il ne peut pas faire un testament selon le modèle romain, il ne participe pas à la vie politique, etc. Le pérégrin vit selon les lois de sa propre communauté. L’Édit de Caracalla de 212 ap. J.-C. accorde la citoyenneté romaine à tous les hommes libres de l’Empire.